# Ludovic al II-lea al Bavariei
Ludovic al II-lea Otto Friedrich Wilhelm de Wittelsbach,  rege al Bavariei, în germană Ludwig II. (n. 25 august 1845, München – d. 13 iunie 1886, Berg am Starnberger See), a fost unul din regii Bavariei din 1864 până în 1886. Era cunoscut și ca „regele lebădă” sau „regele nebun”.

## Copilărie și adolescență

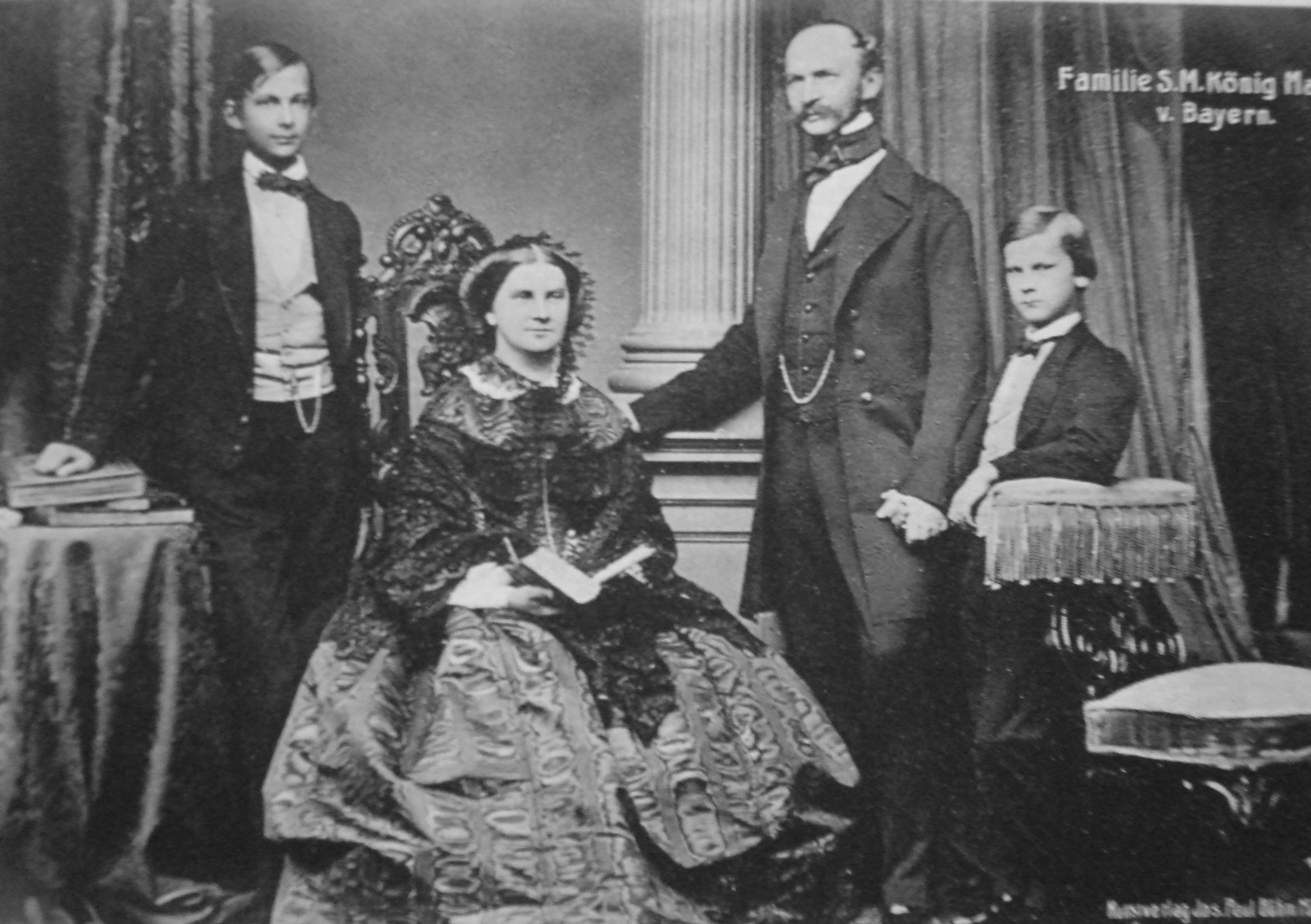
Prințul Moștenitor Ludovic al Bavariei (stânga) cu părinții săi și fratele lui mai mic Prințul Otto (1860).

Ludovic s-a născut la Palatul Nymphenburg (astăzi aflat într-o suburbie a orașului München) și a fost fiul cel mare al Prințului Moștenitor Maximilian și al Prințesei Moștenitoare Maria a Prusiei. Părinții lui au vrut să-i dea numele de Otto însă bunicul său, Ludovic I al Bavariei, a insistat ca nepotul său să aibă același nume ca și el deoarece aveau aceeași zi de naștere. Fratele lui mai mic, care s-a născut după trei ani, a fost numit Otto.
În 1848, bunicul său, regele Ludwig I al Bavariei, a abdicat, tatăl său devenind noul rege al Bavariei, iar el, prinț moștenitor. La fel ca mulți tineri moștenitori europeni, Ludovic a fost crescut în spiritul disciplinei și onoarei și a primit o educație severă, pentru a fi pregătit în vederea responsabilităților care îl așteptau.
Ludovic era controlat strict de tutorii săi și supus unui regim sever de studii și exerciții. Unii subliniază faptul că această atmosferă cazonă, prusacă este cauza comportamentului său ciudat ca adult. Ludovic n-a fost apropiat nici de părinții săi. Consilierii regelui Maximilian i-au sugerat plimbări zilnice în compania viitorului succesor al său. Regele a replicat : „Dar ce-am să-i spun? La urma urmei, fiul meu nu are nici un interes pentru ceea ce-i spun oamenii.” Ludovic era mai apropiat de bunicul său, care provenea dintr-o familie de excentrici.
Ca adolescent Ludovic a devenit prieten bun cu Prințul Prințul Paul Maximilian Lamoral de Thurn și Taxis. Cei doi tineri călăreau împreună, citeau poezie, și puneau în scenă opere de Richard Wagner. Prietenia lor s-a răcit când Paul s-a logodit. În adolescență, Ludovic a început o relație apropiată cu verișoara sa, Ducesa Elisabeta a Bavariei, care mai târziu va deveni împărăteasă a Austriei. Amândoi iubeau natura și poezia; Elisabeta îi spunea lui Ludovic „Vultur” iar el îi spunea „Porumbiță”.

## Rege al Bavariei

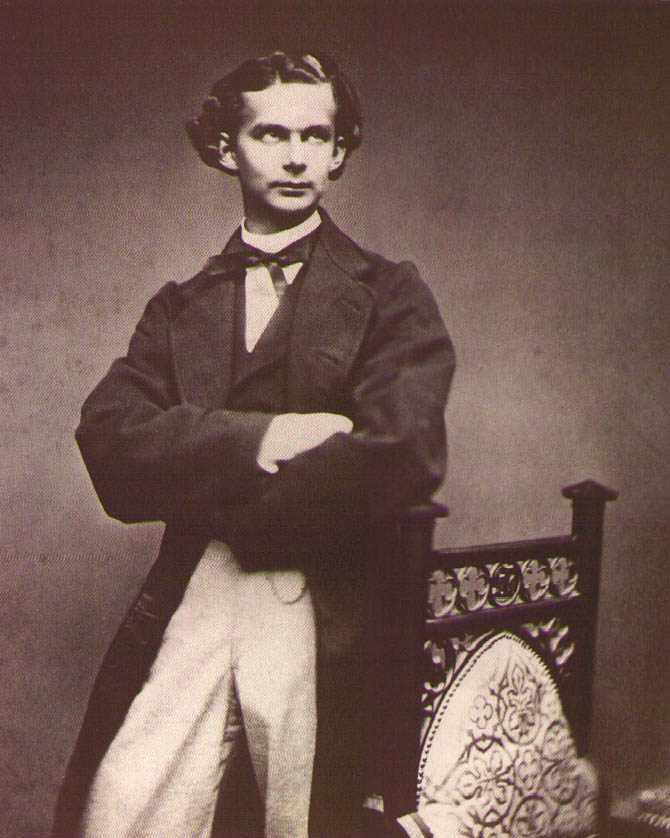
Ludovic al II-lea în anul urcării pe tronul Bavariei, 1864

Ludovic a fost proclamat Rege al Bavariei pe când avea 18 ani, la 10 martie 1864. În această zi a murit regele anterior și tată al său, Maximilian. Titlul oficial a fost „Ludwig, von Gottes Gnaden König von Bayern, Pfalzgraf bey Rhein, Herzog von Bayern, Franken und in Schwaben”. Câteva zile mai târziu, la înmormântarea tatălui, s-a arătat în public pentru prima dată: era un tânăr frumos și înalt (1,93 m).
Încă de la început a sprijinit activitățile culturale; pe Richard Wagner l-a cunoscut personal deja în mai 1864, și l-a sprijinit cu toată puterea în activitățile sale până la sfârșitul lui 1865, când, din cauza cheltuielilor mari, a fost silit de către guvern, familie și cetățeni să-l expulzeze din Bavaria. Prietenia lor a continuat totuși câtăva vreme. Între 1865 și 1870 au avut loc la Teatrul Național din München premierele operelor wagneriene Tristan und Isolde, Maeștrii cântăreți din Nürnberg, Aurul Rinului și Walkiria.
De prin 1872 Ludovic al II-lea a început chiar să ceară să i se prezinte operele lui Wagner singur, fără alt public în afară de el.

### Războiul contra prusacilor
La 11 mai 1866 Ludovic al II-lea a dispus mobilizarea generală prin care Bavaria s-a alăturat Confederației Germane (Deutscher Bund), deci inclusiv Austriei, în războiul împotriva Prusiei. Totuși el nu avea ambiții militare, și politica și conducerea militară a lăsat-o pe mâna miniștrilor săi. După înfrângerea militară din acest război, Bavaria a fost silită nu numai să plătescă Prusiei despăgubiri de 30 milioane de guldeni, dar și să cedeze acesteia unele provincii bavareze (Gersfeld, Orb).
În tot acest timp Ludovic al II-lea și-a petrecut timpul călătorind (în Elveția, Bavaria și Franța). Apoi s-a dedicat în special ideilor sale romantice, retrăgându-se în palatele sale, de unde conducea regatul numai în mod indirect, prin intermediul unor emisari regali.

### Viața privată

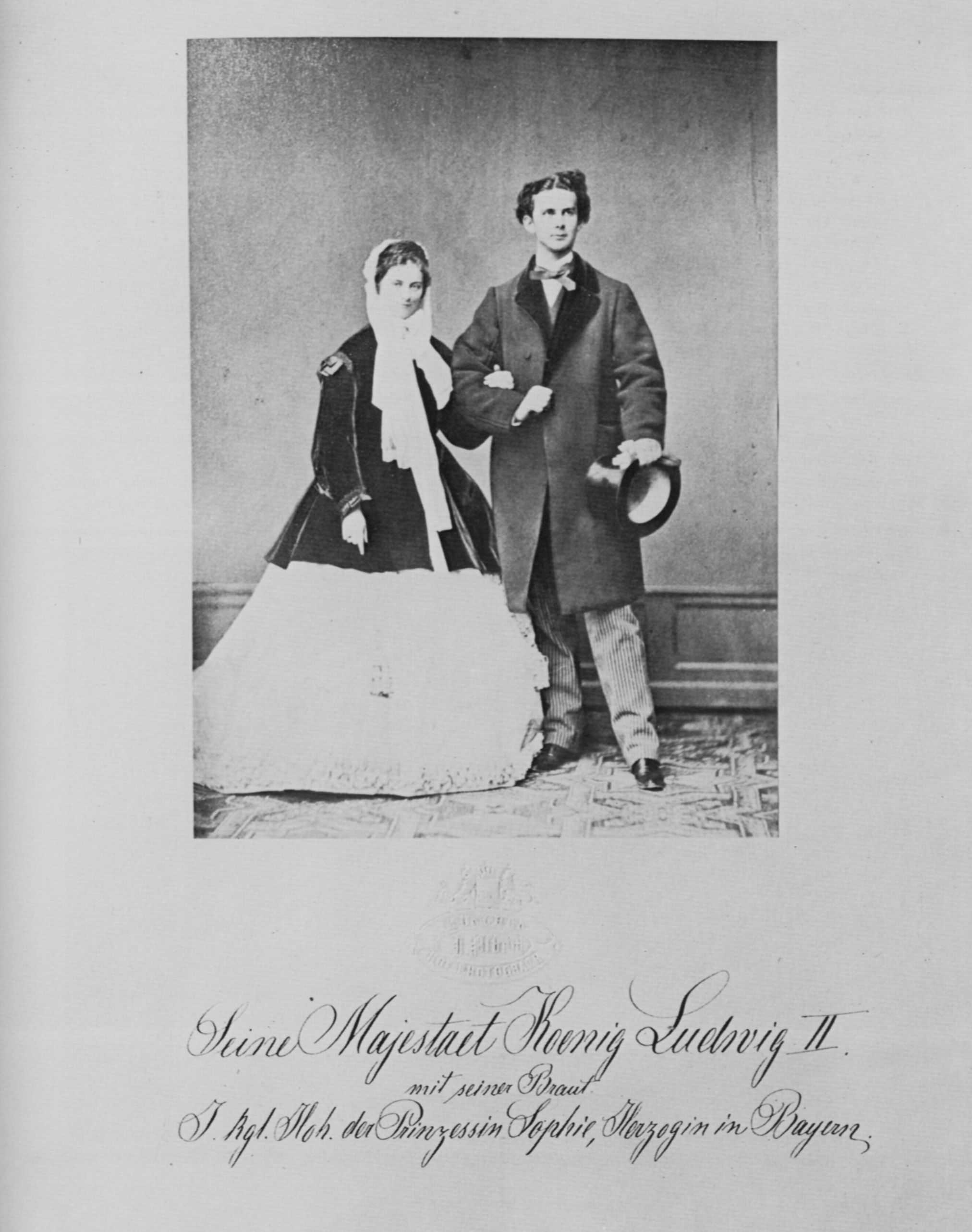
Ludovic și logodnica lui Sophie Charlotte, 1867

Marele stres al începutului domniei lui Ludovic fost presiunea de a produce un moștenitor. Ludovic al II-lea nu s-a căsătorit niciodată, dar în ianuarie 1867 s-a logodit cu ducesa Sophie Charlotte, sora împărătesei Elisabeta a Austriei („Sisi”), și deci verișoară a tatălui său. Din cauza înrudirii, în vederea căsătoriei au fost chiar nevoiți să procure o dispensă de la papa Pius IX. Totuși Ludovic al II-lea a amânat căsătoria, și încă în 1867 a renunțat total la ea, spre consternarea rudelor și a anturajului său regal. Nimeni nu a știut însă că Sophie Charlotte, după numai trei zile de la desfacerea logodnei, și-a găsit consolarea în brațele fiului unui fotograf din cercul cunoscuților. Mai târziu, Sophie s-a căsătorit cu Prințul Ferdinand, Duce de Alençon.
Pe baza unui jurnal secret, a unor scrisori și a stilului de viață al lui Ludovic II se știe că el nu a fost foarte interesat de sexul opus. E posibil să fi fost, într-o măsură, homosexual (și plin de remușcări din această cauză). S-a luptat toată viața pentru a-și suprima dorințele sexuale și să rămână fidel credinței sale romano-catolice. În timp ce homosexualitatea nu era pedepsită în Bavaria din 1813, Unificarea Germaniei în 1871 sub hegemonia prusacă a schimbat acest lucru.
De-a lungul domniei Ludovic a fost prieten apropiat cu câțiva bărbați, inclusiv maestrul său de echitație Richard Hornig (1843–1911), actorul maghiar Josef Kainz și curteanul Alfons Weber (n.c.1862).

### Scrisoarea de împărat
În 1870 Bavaria a participat din motive politice la Războiul franco-prusac cu 55.000 de soldați. La sfârșitul acestuia regele Prusiei învingătoare, König Wilhelm I, urma să fie proclamat împărat (Kaiser), fapt pe care Ludovic al II-lea nu l-a acceptat cu plăcere.
Totuși, în noiembrie 1870 Ludovic i-a adresat lui Wilhelm I o scrisoare celebră („Scrisoarea de împărat”), prin care îl ruga să accepte învestirea cu titlul de Împărat al Germaniei. (De fapt, această scrisoare a fost formulată de cancelarul Bismarck, care, pentru a-l convinge pe Ludovic al II-lea să o semneze, i-a promis acestuia plăți importante secrete.)
Ludovic nu a participat personal la proclamarea oficială a împăratului, care a avut loc oficial la 18 ianuarie 1871 la Versailles, cu ocazia Unificării Germaniei.

### Palate și alte sedii

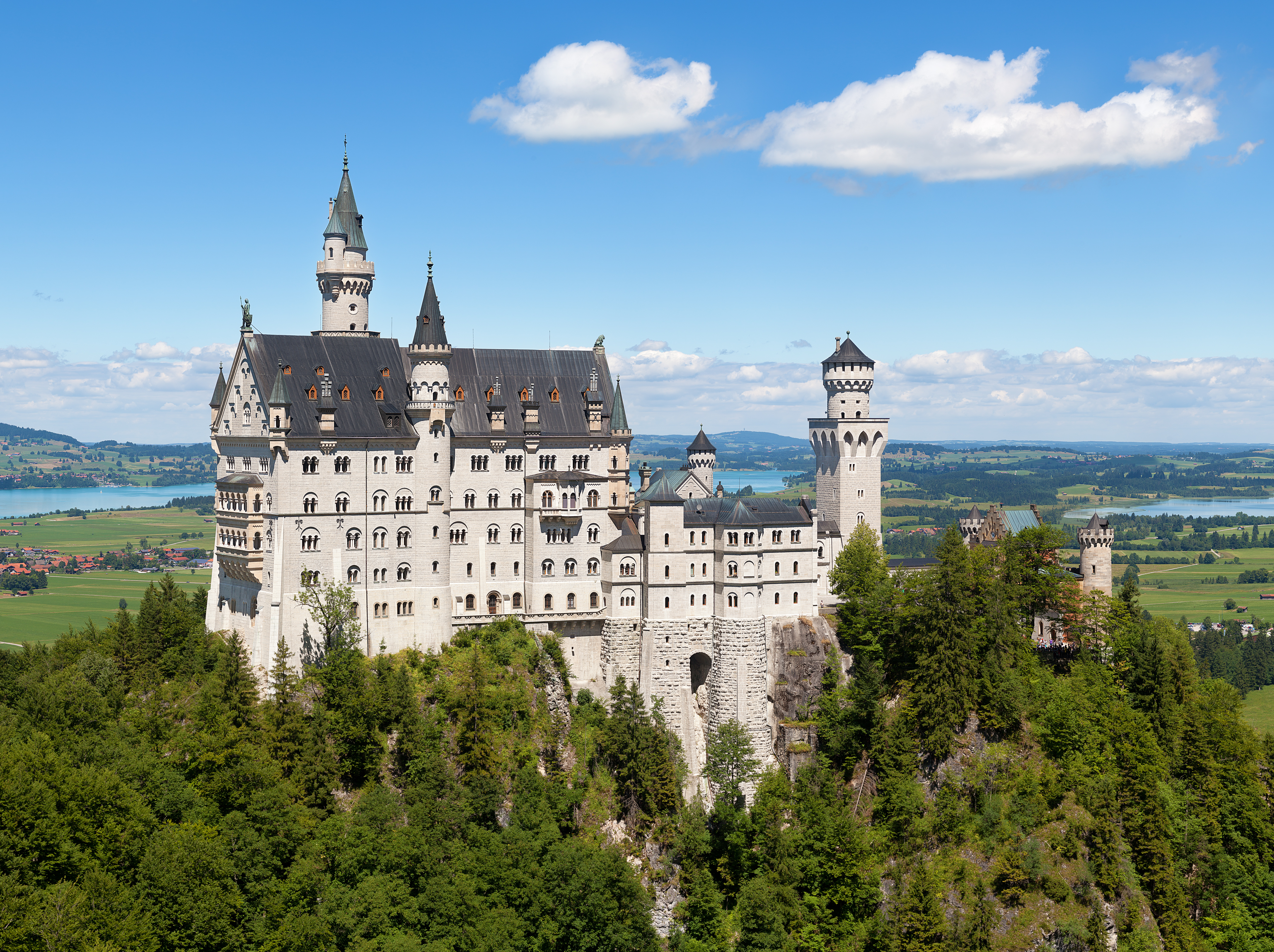
Castelul Neuschwanstein

- Castelul (Schloss) Neuschwanstein (pronunțat aproximativ 'noi-șvan-ștain). Proiectat de Ludovic al II-lea în 1868, piatra de temelie a fost pusă la 5 sept. 1869. Construcția are poziție și elemente de castel. Din 1884 a devenit locuința preferată a lui Ludovic.
- Castelul Linderhof. Cel mai mic dintre cele trei palate ale lui Ludovic al II-lea, construit între 1874 și 1878. Construcția lui a fost complet terminată, iar Ludovic a locuit acolo pe perioade mai lungi.
- Castelul Herrenchiemsee (pronunțat aproximativ 'he-răn 'him-zee), construit pe insula Herreninsel a lacului Chiemsee. Ludovic a cumpărat insula în 1873. Construcția a început în 1878. Palatul seamănă ca măreție și stil în mod intenționat cu palatul Versailles din apropiere de Paris.
- Casa regală de la Schachen, o casă de lemn în stil alpin, izolată, în masivul muntos Wetterstein. La primul etaj se află „camera turcă” decorată în stil oriental. Începând de prin 1875 Ludovic al II-lea își petrecea zilele de naștere acolo singur, în mijlocul măreției munților.
- În 1883 Ludovic al II-lea a cumpărat ruina castelului Falkenstein, din apropierea palatelor Neuschwanstein și Hohenschwangau. Planul de renovare a fost făcut de pictorul Christian Jank, care a prevăzut un castel gotic, conform cu tendințele de romantizare ale noului proprietar. Au existat și alte proiecte, dar cât a trăit Ludovic II nici unul nu a fost pornit.
- În ultimul an al vieții sale Ludovic al II-lea l-a însărcinat pe arhitectul său Julius Hofmann cu realizarea unui palat de vară în stil chinezesc, după modelul palatului de iarnă din Beijing. Probabil că urma să fie ridicat la lacul Plansee din Tirol, dar proiectul nu a depășit stadiul de plan amănunțit.

Toate aceste construcții și proiecte au fost finanțate personal de Ludovic al II-lea, ceea ce i-a provocat deficite financiare private importante. Apanajul său se ridica la 4,2 milioane guldeni anual. Totuși a reușit ca în 1884 să aibă datorii la bănci de 7,5 milioane guldeni. În afară de asta, pentru a termina construcțiile sale, în 1887 ar mai fi trebuit încă circa 15 milioane de guldeni. După moartea sa, casa de Wittelsbach a reușit (până în anul 1902) să plătescă înapoi toate datoriile făcute de regele Ludovic al II-lea.

### Ultimii ani

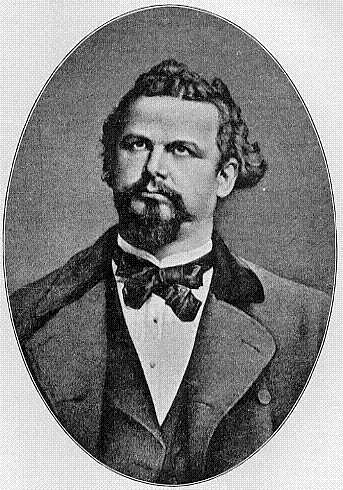
Ludovic al II-lea al Bavariei spre sfârșitul vieții c. 1882

În ultimii ani ai vieții sale Ludovic al II-lea s-a retras din ce în ce mai mult din viața publică. Se închidea în palatul său Neuschwanstein ca să bea, ceea ce începuse să se răsfrângă și asupra înfățișării sale fizice. Își jignea propriii slujitori, dar și pe miniștrii săi și chiar și pe prieteni. S-a zvonit că la un moment dat a dorit și să se amestece în mijlocul poporului, ceea ce se aranja la o crâșmă mai izolată, unde Ludovic II apărea incognito, îmbrăcat ca om simplu. Dar acolo putea să aibă și accese de furie și să dea lumea afară din crâșmă cu violență.
În 1874 a fost pentru ultima dată la München, pentru procesiunea tradițională de Corpus Christi (Fronleichnam). Ultima apariție în public, semioficială, a fost cea de la proba generală a primului festival muzical „Richard Wagner” de la Bayreuth din 1876. În 1881 a făcut o călătorie în Elveția de trei săptămâni împreună cu un nou prieten, actorul Josef Kainz. Începu apoi să nu mai doarmă nopțile și să se plimbe noaptea prin parcurile palatului. Din cauza datoriilor din ce în ce mai mari unele construcții de palate au trebuit întrerupte sau chiar oprite.
La începutul lui 1886 consiliul de miniștri nu i-a mai aprobat creditul de 6 milioane de guldeni pe care-l ceruse. Ludovic II i-a cerut atunci părerea lui Bismarck, care l-a sfătuit să poruncească miniștrilor săi să înainteze cererea sa la parlament (Landtag-ul bavarez). Dar în loc de aceasta, guvernul bavarez a pornit demersuri pentru ca să fie declarat iresponsabil.

### Ludovic iresponsabil
O expertiză medicală de la 8 iunie 1886, cerută câtorva medici de către parlamentul bavarez, a constatat că Ludovic al II-lea ar suferi de o „tulburare sufletească nevindecabilă”. Dar în această expertiză medicii s-au bazat numai pe declarațiile unor martori, fără să-l consulte și personal pe pacient. Dimpotrivă, în dispozițiile oficiale ale acestuia date în acea perioadă, ca de exemplu instituirea unei noi regiuni administrative la Ludwigshafen de la 3 iunie 1886, nu se poate recunoaște nici o iresponsabilitate.
Cu toate astea, bazându-se pe această expertiză dubioasă, guvernul bavarez l-a declarat pe Ludovic al II-lea iresponsabil. Drept urmare, la 10 iunie, responsabilitățile regelui au fost transmise prințului moștenitor Leopold, unchiul lui Ludovic al II-lea. Ludovic al II-lea a încercat să contracareze acțiunea guvernului său printr-o chemare înflăcărată la adresa poporului, publicată în unele ziare, în care el înfiera toată acțiunea, declarând-o „înaltă trădare” de rege și patrie. Totuși nu a urmat sfatul lui Bismarck de a se arăta poporului în public în München, și nici nu a acceptat alte oferte de ajutor.

### Moartea misterioasă de la lacul Starnberg
La 12 iunie Ludovic al II-lea a fost luat de la Neuschwanstein și pus sub pază la Castelul Berg din comuna Berg de la lacul Starnberg. În seara zilei următoare a plecat la plimbare în parcul palatului împreună cu o cunoștință, prof. Bernhard von Gudden. Cei doi au murit în aceeași seară în apele lacului, în apropiere de mal, într-un loc însă unde apa era foarte joasă. Au fost găsiți aproape de miezul nopții de către administratorul palatului Berg, un medic și un barcagiu, care deja îl căutau.
Conform versiunii oficiale, prof. von Gudden a încercat cu forța să-l împiedice să se sinucidă, totuși mulți se îndoiesc de asta. Încă și azi mai circulă multe alte ipoteze, ca de exemplu aceea că regele Ludovic al II-lea ar fi încercat să fugă de sub pază, și atunci a fost împușcat.

### Obducțiunea și înmormântarea
În ziua următoare, la 14 iunie 1886, de Rusalii, trupul regelui a fost pus pe catafalc în palatul Berg. A doua zi a fost dus la reședința sa din München, unde a fost supus unor cercetări patologice. La consiliul celor 13 medici a luat parte și dr. Schleiß, medicul personal al lui Ludovic al II-lea, care nu era deloc convins de boala lui mintală. Comunicatul oficial al medicilor confirmă totuși pe deplin diagnosticul unei boli mintale.
Îmbălsămarea a avut loc încă în aceeași zi, la 15 iunie. Apoi trupul regelui a fost expus în capela curții regale timp de trei zile, după care a fost înmormântat în capela bisericii Sf. Michael din München. La 16 august inima sa a fost depusă într-o urnă la capela Milostiviei din localitatea Altötting.